# Derviš i smrt (film)
 Ovo je glavno značenje pojma Derviš i smrt (film). Za roman Meše Selimovića pogledajte Derviš i smrt.
Derviš i smrt je jugoslavenski film snimljen 1974. godine u režiji Zdravka Velimirovića kao ekranizacija istoimenog romana Meše Selimovića. Glavne uloge: Voja Mirić, Bata Živojinović, Boris Dvornik, Branko Pleša, Pavle Vuisić i Olivera Katarina.

## Radnja
Šejha mevlevijskog tarikata duboko porazi uhićenje i pogubljenje nevinog brata. Uzvrativši i sam zlom, šejh uspijeva da sruši vladajuće ljude i, u nadi da će uspostaviti pravdu, sam preuzima vlast. Stara uprava, u kojoj su se promijenile ličnosti, a ne i duh vladavine, razbiće mu iluzije i smrviće ga kao čovjeka.

## Uloge
- Voja Mirić: šejh Ahmed Nurudin
- Bata Živojinović
- Boris Dvornik: Hasan Dželevdžija
- Faruk Begolli: Mula Jusuf
- Pavle Vuisić: muftija
- Oliver Katarina: Kadinica
- Špela Rozin
- Branko Pleša: kadija
- Abdurahman Šalja: Tatar
- Veljko Mandić: Kaza-Zaim
- Aleksandar Berček
- Rejhan Demidžić
- Dragomir Felba: Hadži Sinanudin
- Ranko Gučevac
- Bogdan Jakuš: stražar
- Ivan Jonaš
- Ratislav Jović
- Ljuba Kovačević
- Safet Pašalić
- Vojkan Pavlović
- Usnija Redžepova
- Petar Spaić Suljo: stražar
- Janez Vrhovec

## Vanjske povezice
- Derviš i smrt
- Derviš i smrt - Centar film